# Малаколошки музеј
Малаколошки музеј у Београду је музеј љуштура – морских, копнених, копнених вода и фосилних мекушаца (шкољки и пужева). Поред многобројних експоната љуштура мекушаца, музеј поседује и збирку фотографија морских и копнених пужева голаћа. Збирка Малаколошког музеја у Београду броји преко 500 врста (и преко 1.500 примерака) најатрактивнијих боја и облика шкољки и пужева из различитих крајева света.